# Jacques Le Lavasseur
Jacques Le Lavasseur va ser un regatista francès, que va competir a cavall del segle xix i el segle xx. El 1900 va prendre part en els Jocs Olímpics de París on participà en diferents proves del programa de vela. Guanyà dues medalles d'or en les dues curses de la categoria de 2 a 3 tones, formant equip amb William Exshaw i Frédéric Blanchy . La cursa de la classe oberta no la pogué finalitzar.